# Tyche

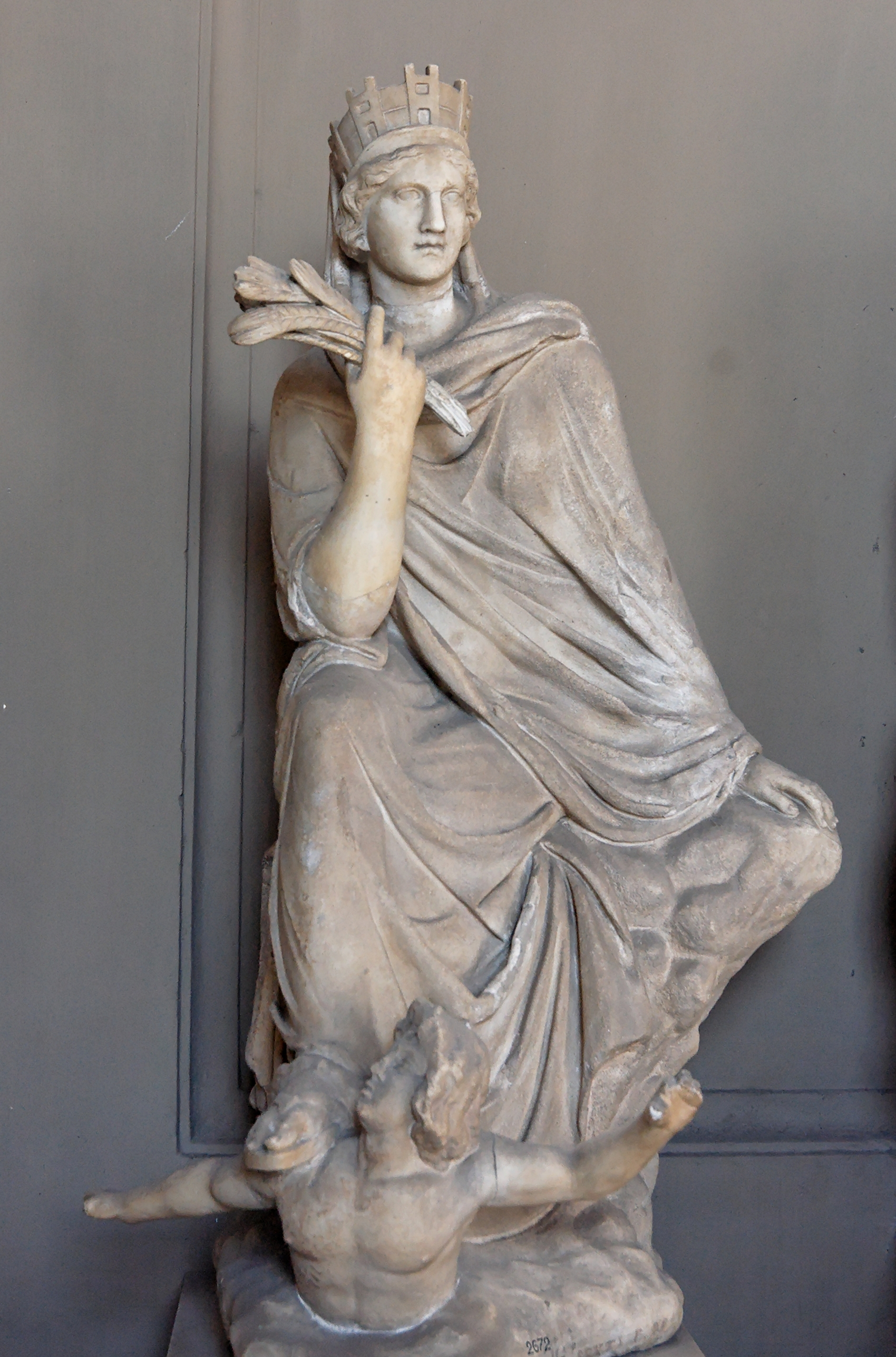
Tyche din Antiohia
(sculptură de Eutychides, Vatican)

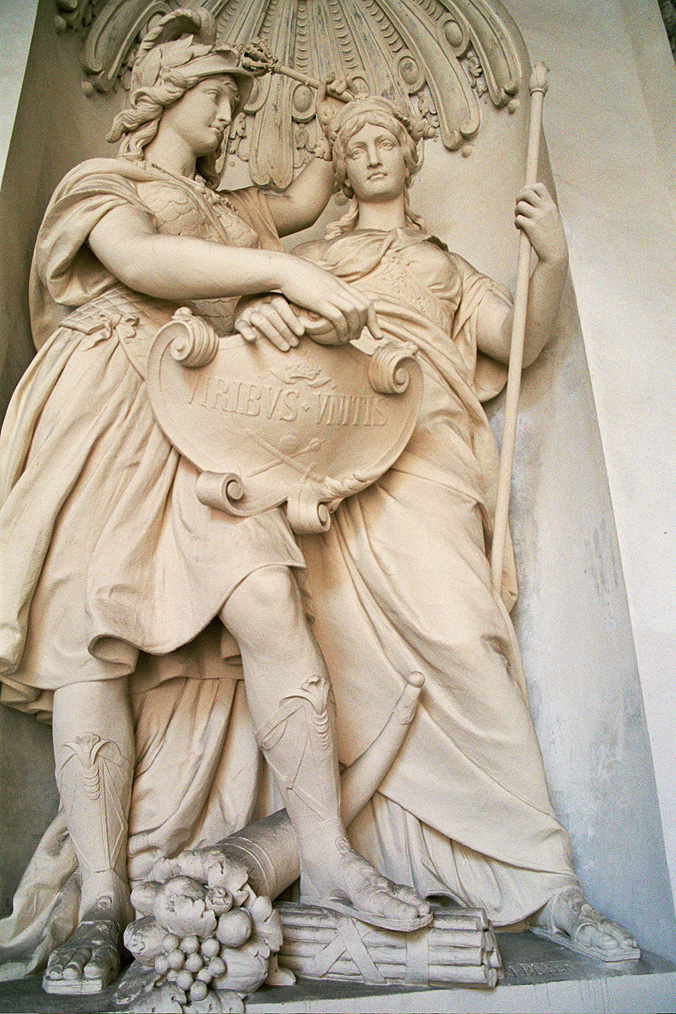
Orontes și Tyche
La picioarele lor stă un corn plin cu flori, simbolul norocului (Hofburg, Viena)

Tyche (sau Tyhe) este zeița sorții sau destinului în mitologia greacă, a norocului întâmplător sau al nenorocirii predestinate.
Corespondent zeiței în mitologia romană este Fortuna, iar la vechii germani era Heil.

## Caracterizare
Proveniența generică a lui Tyche este incertă. După Hesiod, Tyche este fiica lui Oceanus și a lui Tethys. În alte versiuni, Tyche este fiica lui Zeus, care, după placul ei, influențează pozitiv sau negativ cursul istoriei și soarta indivizilor.
Obiectele caracteristice ale zeiței Tyche sunt cornul plin cu flori (simbolul norocului), vâsle, aripi și o cârmă pe o sferă sau o roată.
Grecii antici din Antiohia și Alexandria adorau zeița ca o divinitate, patroană a orașului.
Din secolul V î.C. apare un cult (Agarhe) Tyche, în Antiohia pe sculptura lui Eutychides (vezi imaginea) apare zeița împreună cu zeul fluviilor Orontes care apare la picioarele zeiței.
În cinstea zeiței s-au ridicat numeroase temple. Astfel de temple s-au descoperit prin săpături arheologice în orașele Argos, Mégara, Theba, Bupalos, Smyrna, Elis, Korinth, Megalopolis, Sikyon.
În perioada helenistică, Tyche a devenit patroana orașului Antiohia și această inclinație apare și în mitologia romană. În secolul al IV-lea d.C. împărații romani Julian și Theodosius I au închis definitiv templele zeiței Tyche. 
În vorbirea curentă a grecilor antici Tyche apare ca personificarea și identificarea zeiței cu soarta, destinul sau întâmplarea.